# Félicia Atkinson
Félicia Atkinson est une artiste et musicienne française née en 1981 à Paris.  Elle produit de la musique depuis 2000. Son travail aux multiples facettes met en avant l'improvisation, la science-fiction, la composition, le hasard, le bruit et la poésie. Sa musique est caractérisée par l'usage de drones, de pulsations, de voix et de réverbérations. Elle est la cofondatrice de la maison d'édition Shelter Press, avec son compagnon Bartolomé Sanson. Elle a vécu à Paris, à Bruxelles (pendant 5 ans), dans un petit village des Alpes près d'Annecy (pendant 2 ans), à Rennes, et en Normandie.

## Musique
De 2009 à 2013, Félicia Atkinson produit de la musique solo sous le nom Je suis le petit chevalier (en référence à une chanson de Nico). Ses premiers travaux sont décrits par Joseph Ghosn comme "des zines dessinés, de livres de poésie, de cassettes mêlant atmosphères diaphanes et lectures amniotiques".
Selon le journaliste Marc Masters, l'année 2013 représente un sommet dans sa production, avec la publication de l'album Visions/Voices, un double vinyle qui rassemble des pièces publiées en éditions limitées entre 2010 et 2012.
Son album A Readymade Ceremony est sélectionné parmi les "20 meilleurs albums expérimentaux de 2015" par le site Pitchfork. Dans un entretien pour Gonzaï, Atkinson indique que ce disque est "comme une deuxième partie" de son livre (Improvising sculpture as delayed fictions). Elle y absorbe ses lectures de jeunesse, Artaud, Bataille et Char.
Au cours de l'année 2016, elle compose son album Hand In Hand qui sort en 2017.

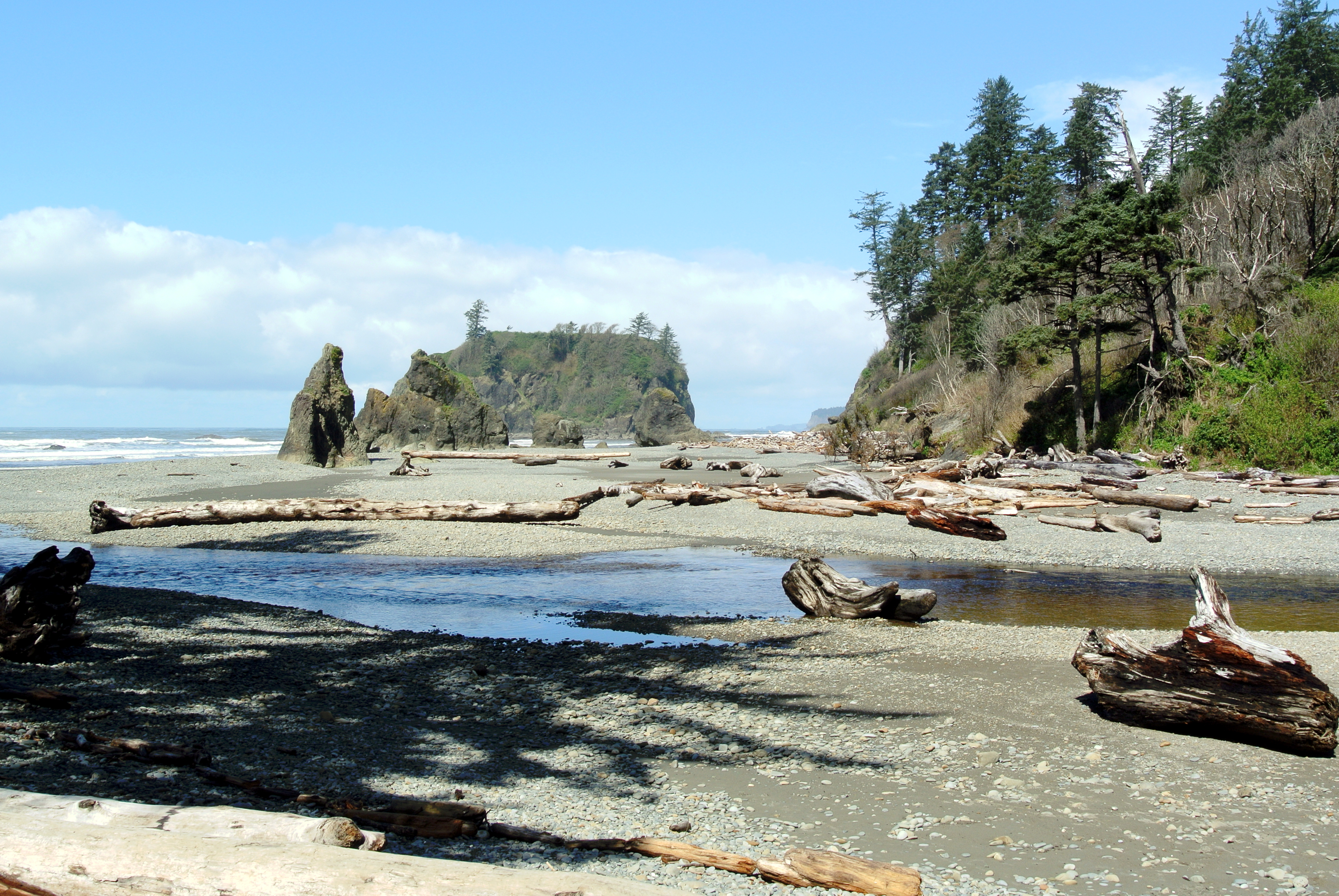
Paysage du Olympic National Park, qui a inspiré l'album The Flower And The Vessel

Sur son album publié en 2019, The Flower and the Vessel, figure la pièce "Des Pierres", une collaboration avec Stephen O’Malley du groupe Sunn O))). Cet album est fortement inspiré par les paysages du Nord-Ouest Pacifique des États-Unis, en particulier ceux du Olympic National Park. 
De janvier à juillet 2020, elle effectue une résidence artistique de sept mois à La Becque, en Suisse. C'est dans ce contexte d'isolement au milieu de la pandémie de Covid-19, "dans un chalet en bois entouré de jardins", qu'elle crée son album Echo, décrit par Antoine Brettman comme "des morceaux de poésie sonore élagués, des abstractions concrètes étranges et des parties plus larges de jazz ambiant".
En 2022, elle participe au projet du ministère de la Culture, "Mondes Nouveaux". Son projet, intitulé Le Chuchotement des dunes, est développé en plusieurs phases, comprenant une exposition d’une semaine dans le château de Regnéville-sur-mer, et un concert donné le jour du vernissage le 14 mai 2022.
En 2023, elle publie dans la collection Portraits GRM une composition intitulée Ni envers ni endroit que cette roche brûlante (Pour Georgia O’Keeffe). Cette pièce puise son inspiration dans le travail et la vie de l'artiste américaine Georgia O’Keeffe, qui a vécu au Nouveau-Mexique.

## Discographie

### Albums solo
- Visions / Voices (2013, Umor Rex)
- A Readymade Ceremony (2015, Shelter Press)[9]
- Hand In Hand (2017, Shelter Press)[10]
- The Flower And The Vessel (2019, Shelter Press)[11]
- Everything Evaporate (2020, Shelter Press)
- Echo (2021, Boomkat)
- Image Langage (2022, Shelter Press / La Becque Editions)[12]
- Ni envers ni endroit que cette roche brûlante (Pour Georgia O’Keeffe) (2023, Portraits GRM)

### Collaborations
- Comme Un Seul Narcisse (2016, Shelter Press) avec Jefre Cantu-Ledesma
- Limpid as the Solitudes (2018, Shelter Press) avec Jefre Cantu-Ledesma[13]
- Un hiver en plein été (2021, Shelter Press) avec Jefre Cantu-Ledesma

### Bandes-son pour le cinéma
Félicia Atkinson a composé des bandes-son pour plusieurs longs métrages:
- The Poets (2017), par Chivas DeVinck. Documentaire sur les poètes Syl Cheney-Coker et Niyi Osundare, tourné durant un voyage de trois semaines en Sierra Leone et au Nigeria[14].
- The Great Basin (2021), par Chivas DeVinck, documentaire réalisé dans le désert du Névada.
- Richelieu (2023), long métrage québécois réalisé par Pier-Philippe Chevigny.